# Edward Le Glay
Edward Le Glay  (* 6. März 1814 in Cambrai; † 24. Juni 1894 in Paris) war ein französischer Historiker, Romanist und Mediävist.

## Leben und Werk
Le Glay war der Sohn des Arztes, Historikers und Archivars André Le Glay (1785–1863). Er ging 1837 aus der École nationale des chartes hervor, wurde Archivar in Lille und war von 1847 bis 1863 Unterpräfekt in Tournon und Moissac. Er war von 1838 bis 1856 Mitglied des von François Guizot eingesetzten Comité des travaux historiques et scientifiques.

## Werke

### Geschichte Flanderns
- (mit Henri Bruneel [1807–1858]): Schild en vriend, 1302–1303. Charles-le-Mauvais, 1356–1386, Paris 1841 (unter dem gemeinsamen Pseudonym H.-E. Landsvriend).
- Histoire de Jeanne de Constantinople, comtesse de Flandre et de Hainaut. Lille 1841; Jeanne de Constantinople, comtesse de Flandre et de Hainaut. Lille 1879.
- Histoire des Comtes de Flandre jusqu'à l'avènement de la maison de Bourgogne. 2 Bde., Paris 1843, 1867, Monein 2006–2007.
- Petite histoire de Belgique, depuis les premiers temps jusqu'à nos jours. Paris 1845.
- (Hrsg.): Négociations diplomatiques entre la France et l'Autriche durant les trente premières années du XVIe siècle. 2 Bde., Paris 1845.
- Charles de Danemark, le bienheureux Charles le Bon, comte de Flandre, sa vie et son martyre. Arras, 1878.
- Les Flamands aux Croisades. Lille, 1879.
- La Gaule Belgique. études historiques. Lille. 1882.
- Histoire du bienheureux Charles le Bon, comte de Flandre. Lille 1884.

### Romanistische Herausgebertätigkeit
- Fragments d'épopées romanes du XIIe siècle. Paris 1838 (in neufranzösischer Übersetzung)
- Li romans de Raoul de Cambrai et de Bernier. Paris 1840, Genf 1969. →  Rudolf II. (Vexin)
- Chronique rimée des troubles de Flandre à la fin du XIVe siècle. Lille 1842